# عليآباد مشير (مقاطعة دهغلان)
عليآباد مشير (بالفارسية: علی‌آباد مشیر) هي قرية تقع في قسم حومة دهغلان الريفي (مقاطعة دهغلان) في إيران. يقدر عدد سكانها بـ 782 نسمة بحسب إحصاء 2016.